# Stijn Meuris
Stijn Meuris est un musicien et journaliste belge né à Neerpelt le 1er décembre 1964.

## Biographie
Stijn Meuris naît en 1964.
Il obtient un diplôme au régendat (équivalent d'un bac+3) néerlandais-histoire-géographie en 1986 à l’école normale de l’État à Hasselt. Il fait son service militaire comme matelot 1re classe Meuris, bibliothécaire à Zeebruges, puis commence une carrière de journaliste chez het Belang van Limburg, où il travaille de 1989 à 2000.

### Noordkaap
En 1990, il forme le groupe rock Noordkaap avec Lars Van Bambost, Wim De Wilde et Nico Van Calster. Noordkaap gagne le Rock Rally du magazine néerlandophone HUMO la même année.
Leur version de Arme Joe (pauvre Joe) de Will Tura connaît très vite un intérêt régional et le groupe obtient un contrat. Cette version de Arme Joe sera enregistrée avec d’autres versions de chansons de Tura et mis sur le CD Turalura, à l’occasion du cinquantième anniversaire de Will Tura. À la fin de 1991 Noordkaap débute avec l’album Feest in de stad (fête dans la ville). En 1994 le CD Gigant (Géant) sort, ce qui est considéré comme une étape importante dans l’histoire du rock néerlandais. Une année plus tard, Meuris et son groupe s’occupent de la musique du film Manneken Pis. Cela rend le groupe plus connu parmi un public plus grand et la chanson Ik hou van u se retrouve au hitparade pendant des semaines. En 2005, Stijn Meuris et Marie Daulne de Zap Mama traduiront une partie de cette chanson en français. La chanson Ik hou van u / Je t'aime, tu sais sera la chanson de fête pour les 175 ans de la Belgique.
Après, le groupe s’occupe de la musique du film Alles moet weg, d’après un livre de Tom Lanoye. Après cela, on n’entend plus rien du groupe. Quelques membres quittent Noordkaap et Stijn Meuris et Lars Van Bambost se retrouvent les seuls survivants de groupe originel.
En 1999, le groupe sera renforcé par Mario Goossens, Anton Janssens en Wladimir Geels. C’est le nouveau Noordkaap qui fera l’album Massis.
Le 1er avril, c’est le tout dernier concert de Noordkaap dans l’Ancienne Belgique à Bruxelles. Le guitariste Lars Van Bambost rejoint le groupe Novastar. Stijn Meuris dit dans une interview dans l’hebdomadaire HUMO « Donnez-moi exactement un an ». C'est pendant cette année, qu'il envisage de fonder un nouveau groupe rock : il projette Narvik, et c'est Monza qui naît.

### Journaliste
Stijn ne s‘occupe pas seulement de la musique.
Jusqu'en 2000, il est journaliste pour le Het Belang van Limburg.
En 2000, il devient journaliste du magazine Bonanza de Woestijnvis. Ce magazine ne paraît plus en 2001, et c'est à partir de cette année-là qu'il devient journaliste-régisseur pour la chaîne flamande Canvas.

### Monza
Un an après la séparation du groupe Noordkaap, Stijn baptise son nouveau groupe Monza : avec les musiciens Mario Goossens, David Poltrock, Bart Zegers et Piet De Pessemier, Stijn sort son premier album van god los en 2001.
En 2002, Piet De Pessemier, Mario Goossens en David Poltrock quittent Monza : c’est le temps d’une pause d'un an, puis de nouveaux membres sont arrivés : Jan Van Sichem jr., Bart Delacourt et Dirk Loots. En 2005 paraît le CD Grand.

## Autres sources
- (nl) Hoe laf is Stijn Meuris ? sur De Standaard
- (nl) ‘De Ideale Wereld’ laat Stijn Meuris opdraven in 'music battle' met jongeren sur De Standaard
- (nl) Stijn Meuris na het smartphone-incident sur De Morgen
- (nl) Hoe zou het nog zijn met Stijn Meuris ? sur Het Nieuwsblad